# Jóhanna Vala Jónsdóttir
Jóhanna Vala Jónsdóttir (sinh năm 1982 tại Reykjavík) là đương kim Hoa hậu Iceland 2007. Cô đã tham dự cuộc thi Hoa hậu Thế giới 2007 tổ chức tại Sanya, Trung Quốc nhưng không đạt thành tích nào.